# Metabiantes basutoanus
Metabiantes basutoanus is een hooiwagen uit de familie Biantidae.